# 김연견
김연견(1993년 12월 1일~)은 대한민국의 배구 선수이다. 수원 현대건설 소속으로, 포지션은 리베로이다. 2011년 신인 드래프트를 통해 3라운드 5순위로 현대건설에 입단하였다.

## 국가대표팀 주요 출전 경기

### FIVB 배구 월드그랑프리
- 2017년 FIVB 배구 월드그랑프리

### FIVB 여자 배구 네이션스리그
- 2018년
- 2019년

## 수상 경력

### 단체 수상

#### 개인 클럽
- 수원 현대건설 힐스테이트 (2011-)
  - V-리그
    - 챔피언결정전
      -  우승 (1회) : 2015-16
      -  준우승 (2회) : 2011-12, 2014-15
      -  3위 (2회) : 2012-13, 2017-18

    - 정규리그
      - 1위(시즌 조기종료) (1회) : 2019-20
      -  2위 (1회) : 2015-16
      -  3위 (4회) : 2011-12, 2012-13, 2014-15, 2017-18

  - KOVO컵
    -  우승 (3회): 2014, 2019, 2021
    -  준우승 (2회) : 2013, 2015

## 가족
한국 프로야구 팀 SSG 랜더스의 야구선수(투수) 서동민이 그녀의 배우자이다. 2022년 7월 결혼하였다.